# Incisitermes perparvus
Incisitermes perparvus är en termitart som först beskrevs av Light 1933.  Incisitermes perparvus ingår i släktet Incisitermes och familjen Kalotermitidae. Inga underarter finns listade i Catalogue of Life.